# Iowa Division of Criminal Investigation

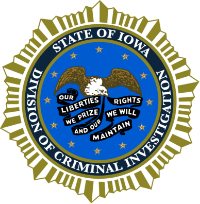

L'Iowa Division of Criminal Investigation(conosciuta colloquialmente come DCI)  è un'agenzia governativa di polizia statale dell'Iowa.
La DCI fornisce supporto investigativo e competenze alle forze dell'ordine e alle agenzie di pubblica sicurezza che operano in Iowa e collabora con le autorità locali, statali e federali nelle indagini su una varietà di attività criminali.

## Storia
Il DCI è stato originariamente fondato come Bureau of Criminal Investigation (BCI) nel 1921 sotto la direzione del procuratore generale dello stato Ben Gibson. La BCI ha riunito tutti i funzionari delle forze dell'ordine statali nominati dal Governatore e dal Procuratore generale in un'unica agenzia centralizzata.